# La clínica del Dr. Cureta (película)
La clínica del Dr. Cureta es una película de Argentina dirigida por Alberto Fischerman sobre el guion de Meiji y Jorge Garayoa según la historieta epónima de Meiji y Miguel Rep que publicara la revista Humor que se estrenó el 6 de agosto de 1987 y que tuvo como actores principales a Gianni Lunadei, Soledad Silveyra, Arturo Maly, Camila Perissé, Tina Serrano, Carlos Moreno y Edda Bustamante.

## Sinopsis
Un funcionario y un médico corrupto enfrentados por el funcionamiento de una clínica.

## Reparto
- Gianni Lunadei como Dr. Saúl Cureta
- Camila Perissé como Gladys
- Tina Serrano como Enfermera española
- Carlos Moreno como Bond
- Arturo Maly como Teuso
- Soledad Silveyra como Sra de Mioma
- Juan Manuel Tenuta como Bonfantti
- Maurice Jouvet como Doctor mayor
- Ricardo Bauleo como Abotonado
- Edda Bustamante como Abotonada
- Victoria Shocrón
- Mario Alarcón
- Gustavo Garzón como Doctor
- Jean Pierre Noher como Doctor Néstor
- María Socas como Doctora Nora
- Alberto Busaid
- Jacques Arndt
- Juan Vitali como Euegnio Suárez Echence
- Maria Fournery
- Alejandra Aquino como Paciente sexy
- Beatriz Galó
- Victor Bo como Víctor
- Alejandro Lunadei
- Daniel Aráoz
- Juan Darthés como doctor Liberty
- Gastón Carvallo
- Carlos Salegh
- Isaac Haimovici
- Jenny Macarini
- Alejandra Urroz
- Estela Garelli
- Pablo Pometti
- Dalinda Guzmán
- Alejandra Menzi
- Oscar Boccia
- Silvina Fernández
- Mónica Montaña
- Mario Fromenteze
- Horacio Minujen
- Hugo Gorbán
- Daniel Seville
- Carlos Hayes
- Horacio Guevara
- Marta Spivak
- Néstor Zacco
- Silvana Silveri
- Enrique Latorre
- Daniel Kaguerman
- Jorge Luis Estrella
- Ethel Zully
- Ruth Jasiuk
- José Luis Fernández
- Miguel Ángel Porro
- Carlos Trigo
- Jorge Ochoa

## Comentarios
Homero Alsina Thevenet en  Página 12 escribió:

«Conventillo en medicina…Un par de escenas dinámicas flotan en una general chatura de estilo, con iluminación plena (a la manera de TV y ninguna idea cercana al cine.»

Claudio España en La Nación opinó:

«En el muestrario, la crítica es feroz. Si no se duerme en el apunte y recala en el núcleo social puede surtir efecto. La imagen de Cureta tan esperpéntica, zafa de esa actitud y sólo descansa en el entretenimiento.»

Néstor Tirri en Clarín dijo:

«Medicina, moral y una sátira mordaz.»

Manrupe y Portela escriben:

«Su crítica a lo peor de la medicina se resiente por un guion que cae en el lugar común.»